# Dana
A Dana női név a Bogdana és a Daniella szláv becenevéből önállósult.

## Rokon nevek
Bogdána, Daniella, Daniéla, Danila, Daniela

## Gyakoriság
Az újszülötteknek adott nevek körében az 1990-es években szórványos volt. A 2000-es és a 2010-es években sem szerepelt a 100 leggyakrabban adott női név között.
A teljes népességre vonatkozóan a Dana sem a 2000-es, sem a 2010-es években nem szerepelt a 100 leggyakrabban viselt női név között.

## Névnapok
július 21.

## Híres Danák
- Dana Scully fiktív szereplő az X-akták című tv-sorozatban
- Dana Rosemary Scallon ír énekesnő